# Puhovac (Zenica, BiH)
Puhovac je naseljeno mjesto u gradu Zenici, Federacija Bosne i Hercegovine, BiH.
Nalazi se kod izvora nekoliko potoka koji se ulijevaju u Seočku rijeku. U blizini je repetitor TV Zenica.

## Stanovništvo

### 1991.
Nacionalni sastav stanovništva 1991. godine, bio je sljedeći:
ukupno: 399
- Muslimani - 396 (99,25%)
- Jugoslaveni - 3 (0,75%)

### 2013.
Nacionalni sastav stanovništva 2013. godine, bio je sljedeći:
ukupno: 438
- Bošnjaci - 437 (99,77%)
- ostali, neopredijeljeni i nepoznato - 1 (0,23%)

## Znamenitosti
Nekropola stećaka.